# Fran Flego
Fran Flego (Štrped, 17. ožujka 1852. – Počekaji, 25. prosinca 1930.), prvi hrvatski načelnik u Istri, utemeljitelj Narodne stranke u Buzetu.

## Životopis
Flego je bio pokretač nacionalne i političke borbe Hrvata u sjevernoj Istri krajem 19. i početkom 20. stoljeća. Slijedio je ideje narodnog preporoda i biskupa Jurja Dobrile.
Kako je u Buzetu postojala samo talijanska osnovna škola, polazio ju je dvije godine, a daljnju je naobrazbu stjecao kao samouk. Hrvatski književni jezik naučio je čitajući Našu slogu. Za načelnika Buzeta izabran je na izborima 1887. godine kao predstavnik Hrvatsko-slovenske narodne stranke te je odmah u općinski ured uveo hrvatski jezik. Već 1890. godine u Buzetu je otvorena prva škola na hrvatskom jeziku. Za zastupnika u sabor u Poreču izabran je 1889. te se zauzimao za rješavanje problema seljaka i izgradnju cesta.
Flego je bio načelnik do 1894. i ponovo od 1906. godine. U Buzetu je, većim dijelom njegovom zaslugom, 1907. sagrađen Narodni dom te je Flego u njega preselio općinsku upravu, što je značilo približavanje hrvatskom stanovništvu, a što se nije svidjelo njegovim političkim protivnicima, pod čijim je pritiskom morao odstupiti s mjesta načelnika.
Na izborima 1921. istarski su fašisti pokušali atentat na Flega i opljačkali mu kuću.